# Benelli
Benelli, italiensk tillverkare av mopeder och futuristiska motorcyklar.

## Starten
Våren 1911 startades en liten verkstad i Persaro av bröderna Giuseppe, Giovanni, Francesco, Filippo, Domenico och Antonio (eller "Tonino" som han kallades), men hjälp av pengar från deras mamma Teresa Benelli, som var änka.
Från början var det bara en verkstad som lagade motorcyklar och bilar, men började snart tillverka de reservdelar som behövdes för reparationerna.

## Mellankrigstiden

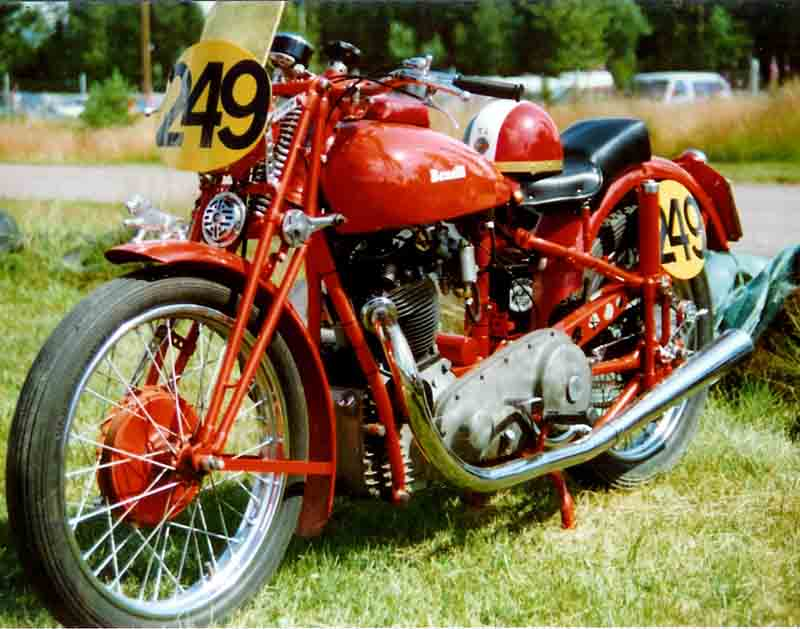
Benelli Monalbero Sport 500 cc 1935

1920 tillverkades den första egna motorn, en encylindrig 75cc för montering på cyklar. 
Ett år senare, 1921, tillverkade Benelli den första motorcykeln med den egna motorn, som nu hade 98 cc.
Två år efter det med Tonino ”The terrible” som förare på en modell framtagen för race, startade de tävlingsverksamheten. Han visade sig vara en naturbegåvning och var mycket framgångsrik i tävlingarna, vilket visade att företaget Benelli hade kapacitet för utveckling och produktion.
Med en Benelli 175cc vann Tonino Benelli fyra italienska mästerskapstitlar, 1927, 1928 och 1930 på en modell som hade en enkel överliggande kamaxel, 1931 med dubbla överliggande kamaxlar.
Han kraschade i ett race 1932 och skadades, vilket gjorde att han inte kunde fortsätta tävla, och den 27 september 1937 förolyckades Tonino i en trafikolycka.
1939 vann Ted Mellors Tourist Trophy.

## Efterkrigstiden
Fabriken förstördes under andra världskriget, men bröderna byggde upp fabriken igen och var snart tillbaka på banorna igen, för att vinna fler tävlingar.
Under 60-talet vann de tävlingar med oförglömliga förare, såsom Tarquinio Provini och Renzo Pasolini. 
Under 1969, vann de världsmästartiteln i 250 cc med Kel Carruthers, som också vann Tourist Trophy. Detta var den andra VM-titel de vann efter Dario Ambrosini 1950, som också vann Tourist Trophy.
Under 1962 gick Benelli och Motobi (grundad av Giuseppe Benelli 1949 efter problem att komma överens med sina bröder) samman, efter att de löst de interna samarbetsproblemen. 
De producerade runt 300 motorcyklar per dag med 550 anställda.
I slutet av 1960-talet blev det en oförutsedd kris hos de europeiska motorcykeltillverkarna på grund av den japanska motorcykelindustrin.
Benelli ändrade ägandeskapet av företaget, men trots den fortsatta utvecklingen av motorcyklarna, till exempel den 6 cylindriga motorn som introducerades i början av 70-talet, så tappades marknadsandelar, speciellt till de japanska motorcykeltillverkarna, vilket gjorde att tillverkningen tillfälligt upphörde. Man tillverkade också en intressant 650cc Tornado, med en tvåcylindrig 4-taktsmotor.

## Omstart

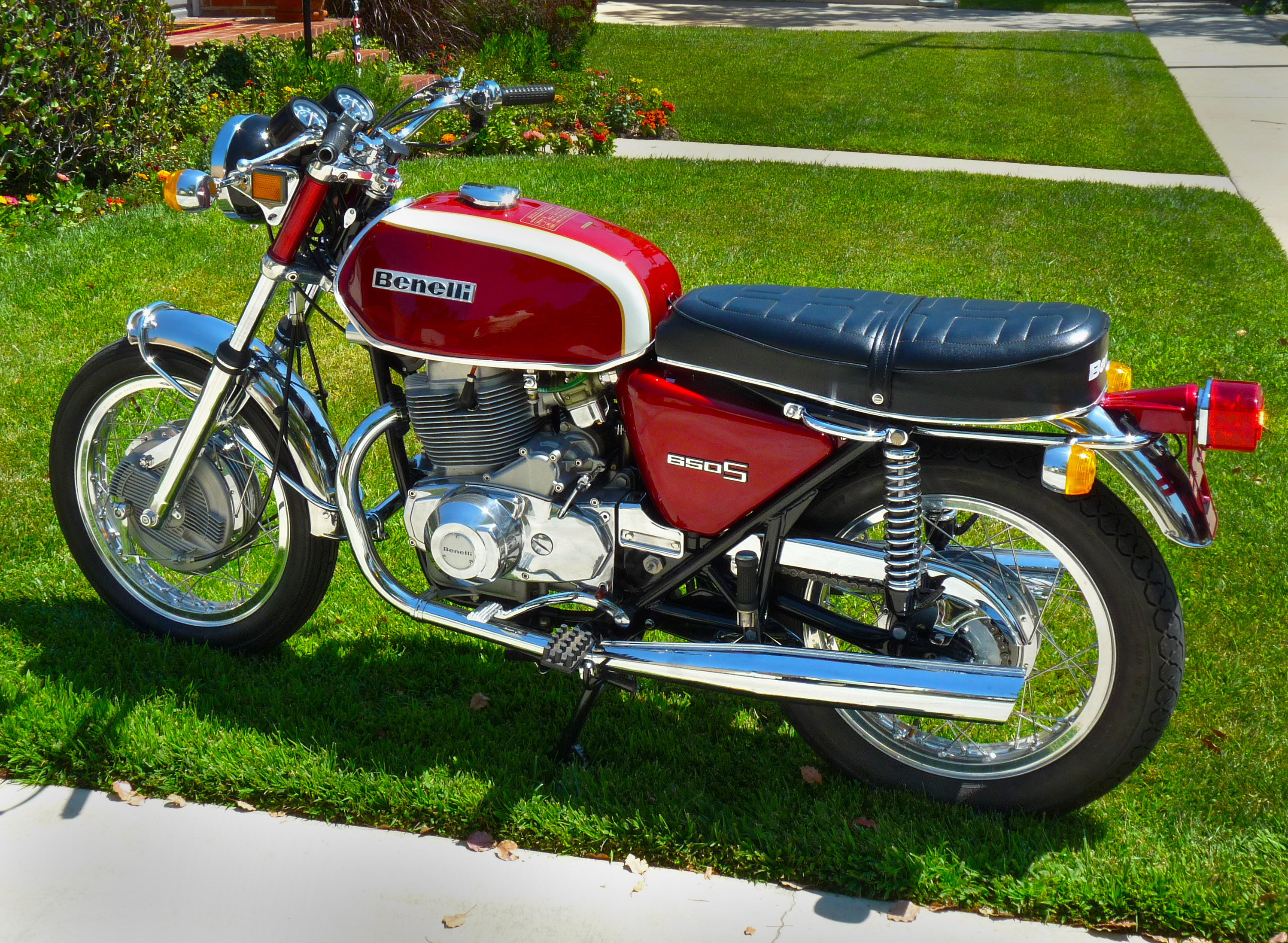
Benelli Tornado 650 S 1972

Oktober 1971 köpte Alejandro De Tomaso in sig i företaget med 85% av aktierna, resterande 15% ägdes av bröderna Marco och Luigi Benelli, söner till Giuseppe, samtidigt som det arbetades hårt på att ta fram en ny motorcykel, för att svara på hotet ifrån Japan.
De Tomaso valde 750 Sei som det nya flaggskeppet för exportmarknaden till övriga världen.
Dessutom tillverkades flera fyrcylindriga modeller och twinnar med ny modern design.
Benelli 750 sei visades första gången 1972 och fanns hos återförsäljarna i mitten av 1974 (i Sverige som 1976 års modell)
För att hålla nere bredden på motorn, ändrade projektledaren Piero Prampolini designen på motorn, så att startmotorn och generatorn flyttades upp bakom vevaxeln. Denna lösning användes senare av Honda på deras 6-cylindriga CBX.
1976 släpptes Benelli 750 sei till försäljning i Sverige
Svenska Cykelfabriken i Lomma sålde 35 av 50 beställda Benelli 750 sei.
1979 kom det en Benelli 900 med en något modifierad motor, uppborrad till 900cc.

## Nya omstarter

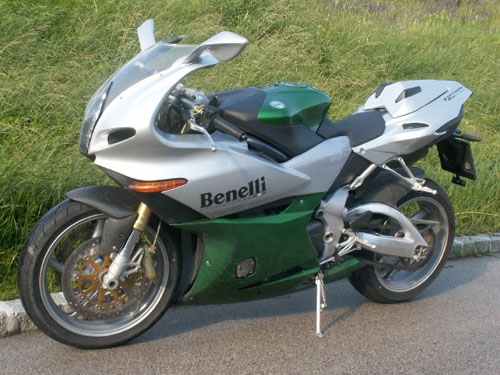
Benelli Tornado Tre 2003

1989 fanns hoppet att komma igen med den Pesaro-baserade tillverkaren Giancarlo Selci. Men tiden var inte riktigt rätt för en riktigt comeback.
1995 återuppstod märket när Andrea Merloni tog över. Resultatet lät visa sig när man släppte Tornado 900, supersportmotorcykeln Tre 2002 och TNT, den explosiva roadstern.